# NGC 1673
NGC 1673 je otvoreni skup u zviježđu Stolu. 

## Vanjske poveznice
- SEDS: NGC 1673